# ذكي (اسم)
ذكي هو اسم علم مذكر من أصل عربي، ومعناه هو الرائحة الطيبة كالمسك، سريع الفطنة والفهم ذابح الشاة من قولهم ذكى الذبيحة ذبحها.

## وصلات خارجية
- موسوعة السلطان قابوس لأسماء العرب نسخة محفوظة 5 أبريل 2019 على موقع واي باك مشين.